# Karl Rechinger
Karl Josef Titus Rechinger (* 9. April 1867 in Wien; † 29. November 1952 ebenda) war ein österreichischer Botaniker. Sein offizielles botanisches Autorenkürzel lautet „Rech.“

## Leben
Rechinger studierte an der Universität Wien unter Julius von Wiesner Botanik und schloss 1893 mit dem Doktortitel ab.
Er arbeitete von 1893 bis 1902 als Assistent der botanischen Abteilung des Naturhistorischen Museums in Wien. Bis 1922 war er als Kustos im Hofmuseum tätig.
1905 unternahm er mit seiner Frau Lily Rechinger-Favarger (1880–1973) eine Forschungsreise in die Südsee. Sie bereisten unter anderem die Südlichen Sandwichinseln, Samoa und Neuguinea.
Rechinger wurde am Wiener Zentralfriedhof bestattet. Sein Sohn Karl Heinz Rechinger war ebenfalls Botaniker.

## Werke
- Untersuchungen über die Grenzen der Theilbarkeit im Pflanzenreiche. In: Verhandlungen der Zoologisch-Botanischen Gesellschaft in Wien. 1893, S. 310–334 (zobodat.at [PDF]).
- Lily Favarger und Karl Rechinger: Vorarbeiten zu einer pflanzengeographischen Karte Österreichs. III. Die Vegetationsverhältnisse von Aussee in Obersteiermark (= Abhandlungen der K. K. Zool.-Botan. Gesellschaft in Wien. Band 3, Heft 2). Alfred Hölder, K. u. K. Hof- und Universitäts-Buchhändler, Wien 1905, urn:nbn:de:hebis:30:4-237954.
- Streifzüge in Deutsch-Neu-Guinea und auf den Salomons-Inseln. Eine botanische Forschungsreise. 1908.
- Botanische und zoologische Ergebnisse einer wissenschaftlichen Forschungsreise nach den Samoa-Inseln, dem Neuguinea-Archipel und den Salomonsinseln. In: Denkschriften der kaiserlichen Akademie der Wissenschaften. Wien 1908–1915 (zobodat.at [PDF]), II. Teil (zobodat.at [PDF]), III. Teil (zobodat.at [PDF]), IV. Teil (zobodat.at [PDF]), V. Teil (zobodat.at [PDF]), VI. Teil (zobodat.at [PDF]).